# Jean Baptiste Dieter
Johannes Dieter SM (französisch: Jean Baptiste Dieter) (* 30. September 1903 in Klein-Hausen; † 28. Juni 1955 auf Samoa) war ein deutscher Ordensgeistlicher, Missionar und Bischof in Ozeanien.

## Leben
Johannes Dieter wurde in Hessen im damaligen Klein-Hausen (heute Einhausen) geboren. Er trat den Maristenpatres bei und empfing am 29. Juni 1933 die Priesterweihe.
Seit 1937 war Dieter als Missionar auf Samoa tätig. Dort wurde er am 16. November 1953 zum Apostolischen Vikar der Schifferinseln und Titularbischof von Ierafi ernannt. Er empfing am 19. Mai 1954 in Apia die Bischofsweihe durch den Apostolischen Delegaten in Australien, Erzbischof Romolo Carboni; Mitkonsekratoren waren Bischof Victor Frederick Foley SM, Apostolischer Vikar der Fidji-Inseln, und Edward Michael Joyce, Bischof von Christchurch.
Hauptsächlich kümmerte er sich auf Samoa um die Ausbildung einheimischer Priester. Nur wenig mehr als ein Jahr nach seiner Bischofsweihe, am 27. oder 28. Juni 1955, verstarb Bischof Dieter auf Samoa.

## Würdigung
In seinem Geburtsort Einhausen wurde die Bischof-Dieter-Straße nach ihm benannt. 